# Romé Fasol
Borromeus Gerardus Joseph Cornelis (Romé) Fasol (Valkenswaard, 20 september 1937) is een Nederlands politicus. Hij is gehuwd en heeft twee kinderen.
Fasol is lid van het CDA.

## Philips
Aanvankelijk werkte hij bij Philips. Hij was personeelschef bij het Philipsonderdeel Elcoma in Veldhoven. Naast deze baan voltooide hij een studie politicologie aan de (toen nog) Katholieke Hogeschool Tilburg.

## Valkenswaard
Fasol begon zijn politieke loopbaan in 1977, toen hij na het vertrek van een zittend gemeenteraadslid/wethouder in de gemeenteraad van Valkenswaard kwam. Hij werd tevens ook direct wethouder. Hij werd lijsttrekker bij de gemeenteraadsverkiezingen in 1978 en werd ook locoburgemeester van Valkenswaard. Van 1978 tot 1979 was hij er waarnemend burgemeester, na het vertrek van burgemeester Ben van Zwieten naar 's-Hertogenbosch.

## Nistelrode
Van 1980 tot 1988 was hij burgemeester van Nistelrode. In deze periode was hij tevens medeoprichter en voorzitter van de Nieuwe Brabantse Kunststichting (NBKS) en medeoprichter/voorzitter van het Nederlands Instituut Alcohol en Drugs (NIAD) te Utrecht (1985-1988), een van de voorlopers van het Trimbos-instituut.

## Horst
Vervolgens was hij van 1988 tot 2000 burgemeester van Horst. Hij ijverde voor de bevordering van de agribusiness in de Peelregio. Daartoe schreef Fasol het projectenboek 'Plankgas voor Agribusiness', waardoor de Peelregio subsidies verwierf van de Europese Unie (EU Doelstelling 5B), die uiteindelijk uitgroeiden tot een totaal van 125 miljoen gulden.
Ook bereidde hij de gemeentelijke herindeling voor ter vorming van de gemeente Horst aan de Maas.
Hij schreef in deze periode het sprookje De Peelkabouters van Horst, waarvan de spin-off wordt gebruikt om geld in te zamelen voor Cliniclowns.
Hij was voorzitter van de raad van toezicht en tijdens reorganisatie gedelegeerd bestuurder (1997) van het Vincent van Gogh Instituut te Venray (1989-2000). Ook was hij medeoprichter en voorzitter van de raad van toezicht van tbs-kliniek De Rooyse Wissel in Venray (1997-2002).

## Rabobank
Na afloop van zijn burgemeestersloopbaan in 2000 werd hij werkzaam bij de Rabobank. Hij werd voorzitter van bestuur en nadien van de raad van commissarissen Rabobank Maashorst (2000-2010) en lid van beleidsadviescommissies (coöperatie en governance) van de raad van bestuur van Rabobank Nederland te Utrecht (2002-2010). In 2012 was hij lid selectiecommissie van de raad van commissarissen Rabobank Horst-Venray (2012).